# Soleleitung

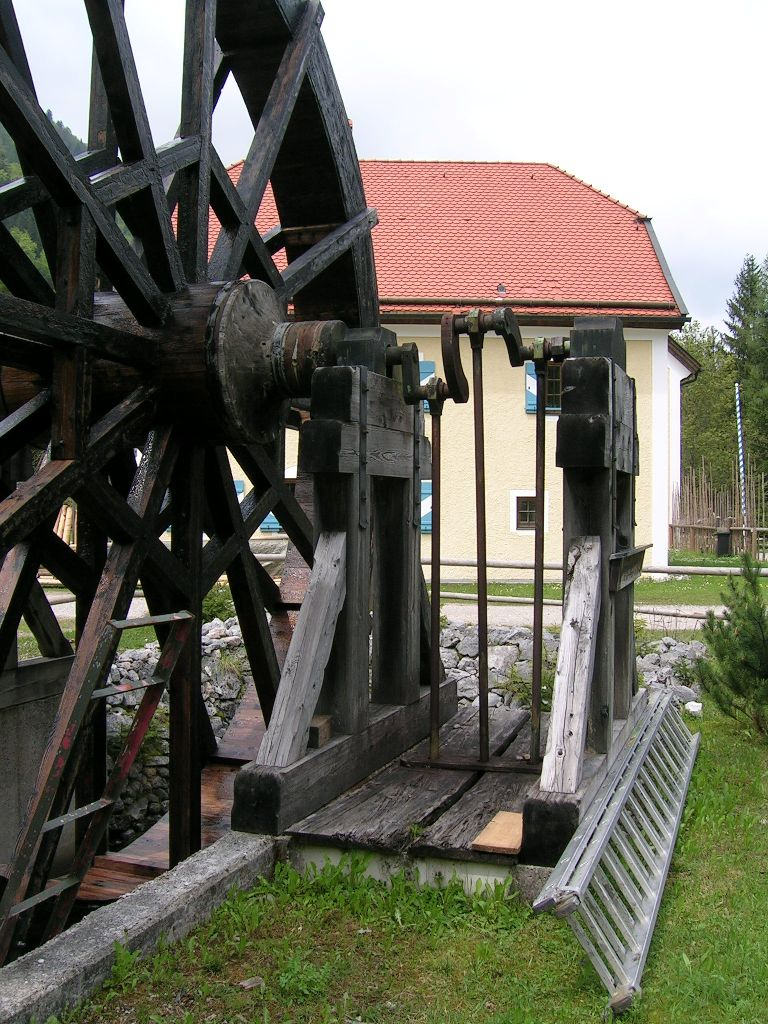
Reiffenstuelsche Kolbendruckpumpe im Holzknechtmuseum Ruhpolding

Eine Soleleitung ist ein Rohrsystem zum Transport von salzhaltiger Sole, die im industriellen Salzbergbau erzeugt wird. Die Sole fließt aufgrund eines natürlichen Gefälles oder mithilfe von Pumpen in die nächstgelegene Saline zur weiteren Verarbeitung. Die Anfang des 17. Jahrhunderts in Europa entstandenen Soleleitungen gelten als die ältesten Pipelines der Welt. Der 2015 eröffnete Fernwanderweg Salzalpensteig führt an früheren Soleleitungen entlang.

## Österreich

### Hallstatt – Bad Ischl – Ebensee
1595 bis 1607 wurde im Auftrage Kaiser Rudolfs II. eine Soleleitung vom Hallstätter Salzberg über die alte Saline in Bad Ischl zur neuen Saline Ebensee (Bau ab 1604) verlegt. Sie bestand aus ineinandergesteckten ausgehöhlten Baumstämmen und nutzte weitgehend das natürliche Gefälle. Die heute noch in vollem Umfang funktionierende und genutzte Soleleitung besteht inzwischen aus Kunststoffrohren. Sie gilt als „älteste aktive Industrie-Pipeline der Welt“, die gesamte Soleleitung als „erste ortsübergreifende Rohstoff-Pipeline der modernen Industriegeschichte“ und die „exemplarische Überquerung des Gosaubachtales“ gelten als technische Denkmäler von so herausragender Bedeutung, dass letztere auch in das UNESCO-Weltkulturerbe aufgenommen wurde (Teil von Kulturlandschaft Hallstatt–Dachstein/Salzkammergut).

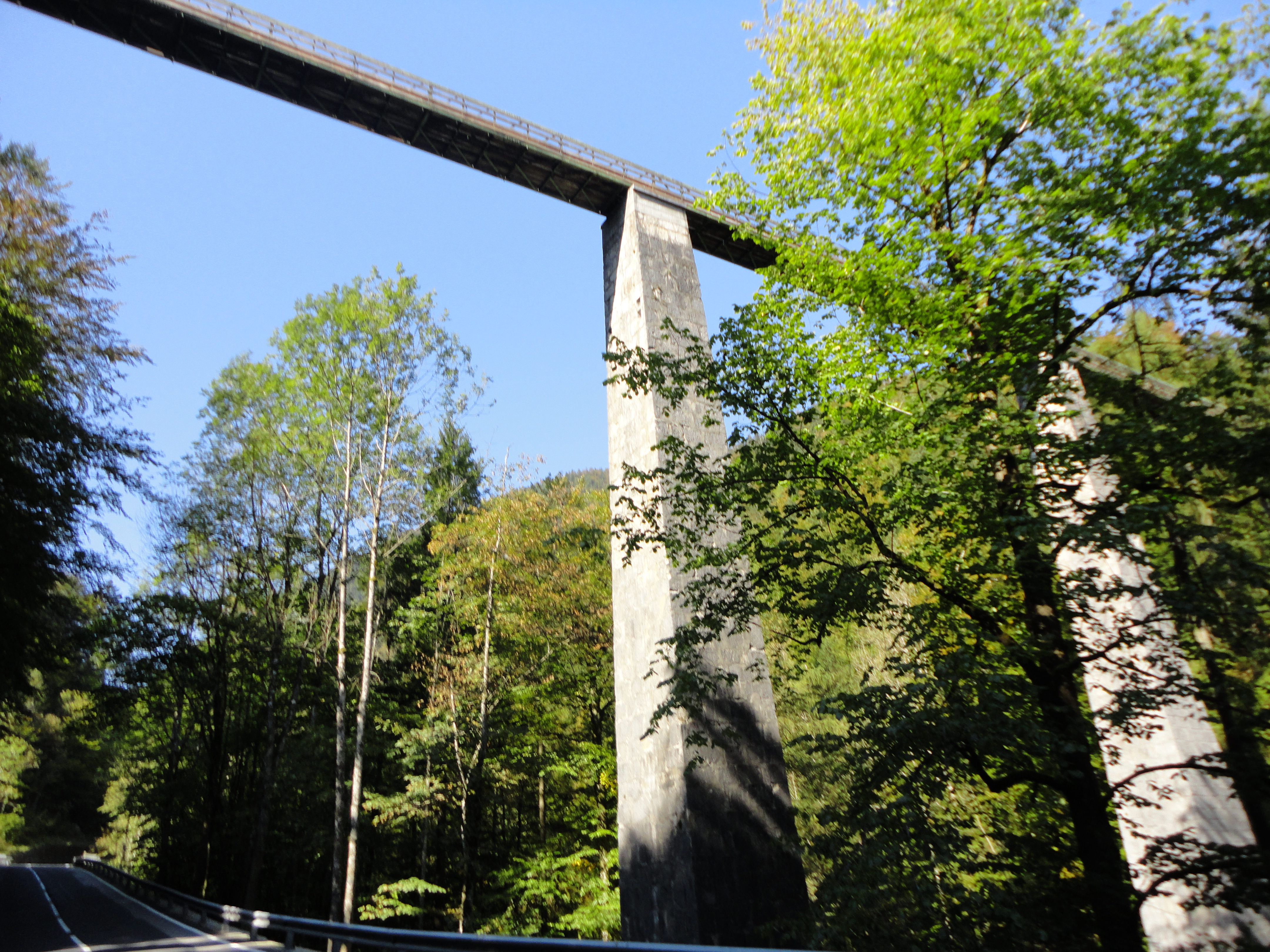
Gosauzwang

Die beschränkten Holzressourcen im inneren Salzkammergut erlaubten es zu Ende des 16. Jahrhunderts nicht mehr, die gesamte Sole im Hallstätter Pfannhaus zu versieden. Die überschüssige Sole gelangte seit 1596 über den „Sulzstrenn“ von Hallstatt in das Sudhaus nach Ischl, ab 1607 in die neue Sudhütte in Ebensee. Unter der Leitung des Ischler Bergmeisters Kalß wurde die 34 Kilometer lange Soleleitung in den Jahren 1595 bis 1607 realisiert. Dabei wurde der „Sulzstrenn“ aus insgesamt rund 13.000 bis zu viereinhalb Meter langen Holzröhren zusammengesetzt.
Die technische Überwindung der tiefen Schlucht, die der Gosaubach in die Trasse der Soleleitung einschneidet, war bis zur Mitte des 18. Jhs. nicht befriedigend gelöst. Im Gosauzwang, einer Leitung aus Holzröhren, die mit schmiedeeisernen Ringen umwehrt waren, strömte die Sole unter stetig steigendem Druck vom rechten Talhang herab und stieg dann unter Druck – „im Zwange“ – die jenseitige Steilböschung wieder hinauf. Die Höhendifferenz betrug 23,4 Meter. Diesem hohen Druck hielten die umwehrten Holzröhren und deren Verbindungen nur bedingt stand, so dass es häufig zu Rohrbrüchen kam. Die entscheidende Verbesserung wurde 1757 durch Salinenmeister Josef Spielbichler und seine Fachleute erreicht: Der Bau einer 30 Meter hohen Brücke über diesen Taleinschnitt, auf der die Holzröhren nun aufliegen, ermöglichte ab diesem Zeitpunkt, dass die Sole ungehindert und dem natürlichen Gefälle entsprechend bis zur Saline in Ebensee fließen kann.
Bereits in den Jahren 1751 und 1752 wurde auf der ganzen Soleleitungsstrecke ein zweiter Rohrstrang verlegt. Weiters wurde 1756 vom Hallstätter Salzberg über Ischl bis Ebensee eine dritte Rohrleitung in Betrieb genommen.

### Altaussee – Bad Ischl – Ebensee
1905/06 erfolgte der Bau einer Soleleitung (auch „Salzsträhn“ genannt) von Altaussee durch das Rettenbachtal nach Bad Ischl (Leitungslänge rund 18 km). Dort mündet sie in die historische Leitung von Hallstatt zur Saline in Ebensee. Seit der Stilllegung der Saline in Bad Aussee im Jahr 1983 fließt die im Salzbergwerk Altaussee gewonnene Sole ausschließlich nach Ebensee. Die Gesamtlänge der Leitung von Altaussee bis Ebensee beträgt rund 36 km.
Zuvor wurde die Sole seit dem 13. Jahrhundert vom Altausseer Bergwerk am Sandling über eine rund sieben Kilometer lange Leitung (als „Saltzrynn“ urkundlich belegt) zu den Sudhäusern in Bad Aussee geleitet. 1616 wurde diese Leitung erneuert. Sie bestand aus 3784 drei Meter langen Holzrohren.

### Dürrnberg - Hallein
Historische Soleleitung entlang des Knappensteigs.

## Deutschland

### Reichenhall – Traunstein – Rosenheim

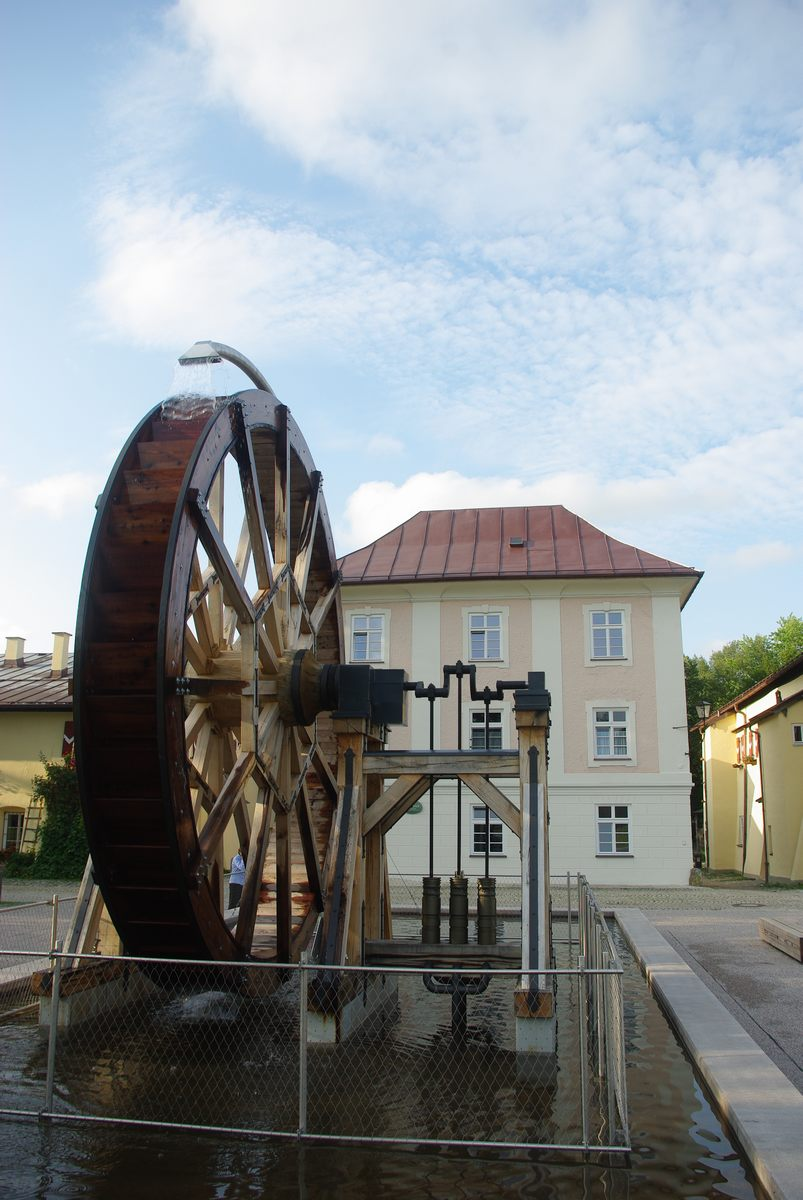
Reiffenstuelsche Kolbendruckpumpe im Salinenpark Traunstein

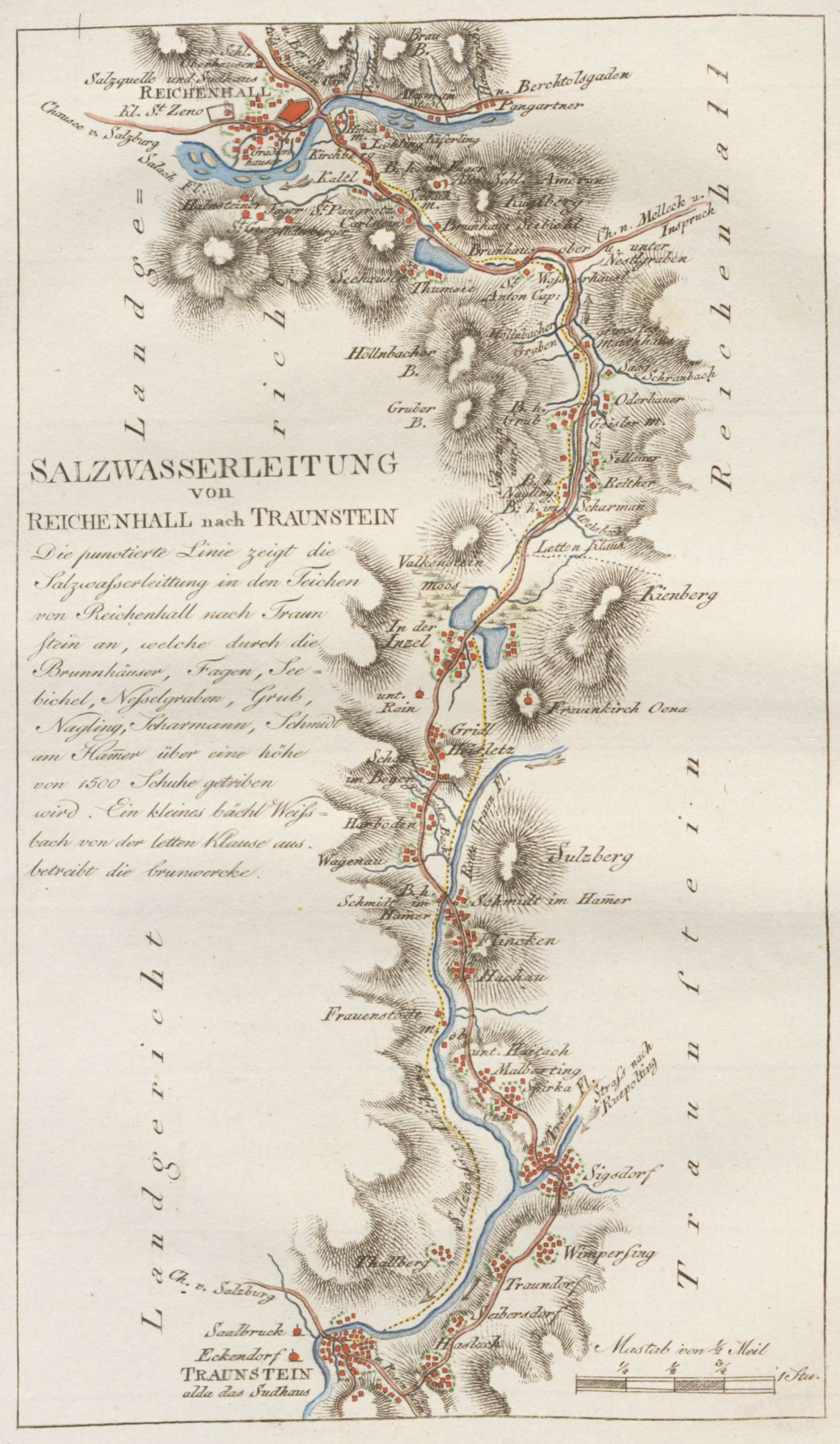
Karte der Soleleitung von Adrian von Riedl (1796)

Da die Produktionskapazitäten und vor allem das Holz zur Befeuerung der Sudpfannen in Bad Reichenhall nicht mehr ausreichte, plante man eine Soleleitung nach Traunstein, die vom Hofbaumeister Hanns Reiffenstuel zwischen 1617 und 1619 zusammen mit seinem Sohn Simon Reiffenstuel erbaut wurde. Die Höhendifferenz wurde als technische Neuerung in sieben Brunnhäusern mit Kolbendruckpumpen überwunden, die von bis zu sieben Meter hohen Wasserrädern betrieben wurden. Im Jahr 1808 verlängerte Georg Friedrich von Reichenbach die Soleleitung bis nach Rosenheim und modernisierte auch die Trasse bis Traunstein. Die Soleleitung wurde nach 148 Jahren Betrieb am 1. Juli 1958 stillgelegt.

### Berchtesgaden – Ramsau – Wachterl – Reichenhall
Nachdem die ehemals eigenständige Fürstpropstei Berchtesgaden 1810 bayerisch geworden war, reiften Pläne für eine Soleleitung von Berchtesgaden in das seit jeher bayerische Reichenhall. Der niedrige Übergang über den Hallthurm lag damals teils auf Salzburger Gebiet und schied, nachdem Salzburg 1816 an Österreich abgetreten worden war, daher für die Trassenführung aus. Reichenbach baute deshalb 1816 bis 1817 die 29 km lange Soleleitung vom Salzbergwerk Berchtesgaden über Ramsau und das Wachterl nach Bad Reichenhall. Dabei musste er mit den von ihm entwickelten Solhebemaschinen Pfisterleiten und Ilsank, einer Kombination aus einer Wassersäulenmaschine und einer Kolbenpumpe, Höhenunterschiede von 90 m bzw. 356 m überwinden. Für Steig- und Fallstrecken wurden Gussrohre und für flache Strecken zum Teil Holzrohre („Deicheln“) verwendet. Mit der Leitung wurden die Salinen Bad Reichenhall, Berchtesgaden, Traunstein und Rosenheim versorgt. Die Leitung war insgesamt 144 Jahre in Betrieb. Die Förderleistung betrug ca. 320 m³ pro Tag.
1927 wurde die Steigleitung vom Brunnhaus Ilsank zum Sole-Hochbehälter Söldenköpfl, sowie der nahezu ebene Streckenabschnitt bis zum Brunnhaus Schwarzbachwacht stillgelegt, da ab diesem Zeitpunkt eine neue Steigleitung in Betrieb ging, die vom Brunnhaus Ilsank über Ramsau direkt bis zum Brunnhaus Schwarzbachwacht führte. Durch dieses neue Teilstück wurde die erforderliche Pumphöhe verringert, während die tägliche Fördermenge ganz erheblich auf 850 m³ erhöht werden konnte. 1961 wurde diese Soleleitung nach Inbetriebnahme der neuen Leitung über Hallthurm stillgelegt.
Der Fußweg im Bereich des fast ebenen Leitungsabschnitts Söldenköpfl – Gerstreit – Zipfhäusl – Kaltbach – Taubensee oberhalb Ramsau trägt noch heute den Namen Soleleitungsweg und ist ein beliebter Wanderweg. Markantester Zeuge aus der Zeit der Soleleitung ist ein kurzer Soleleitungstunnel, der auch begangen werden kann. In ihm sind noch heute Reste der hölzernen Soleleitung erkennbar.

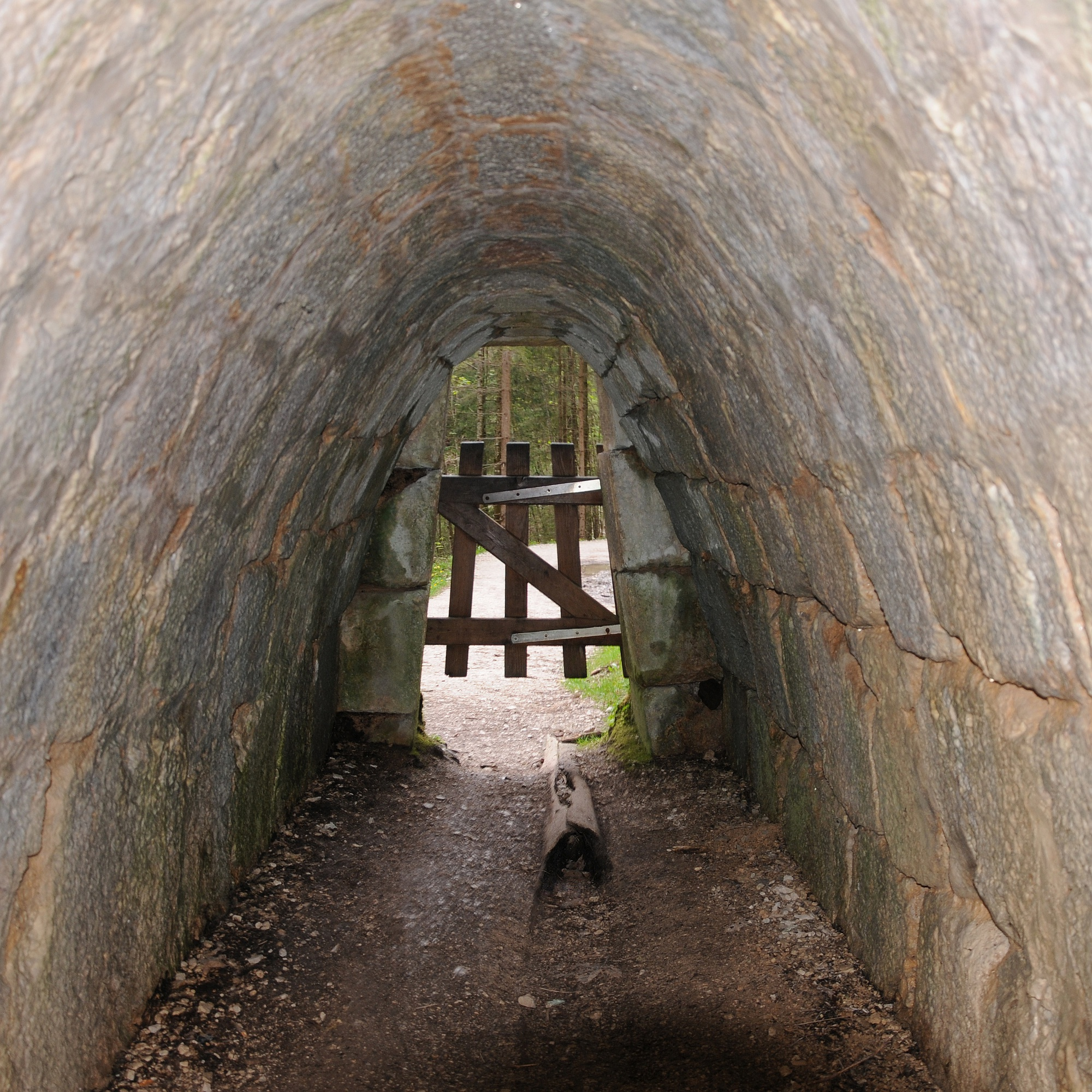
Soleleitungstunnel mit Fragmenten der hölzernen Leitung nahe dem Zipfhäusl
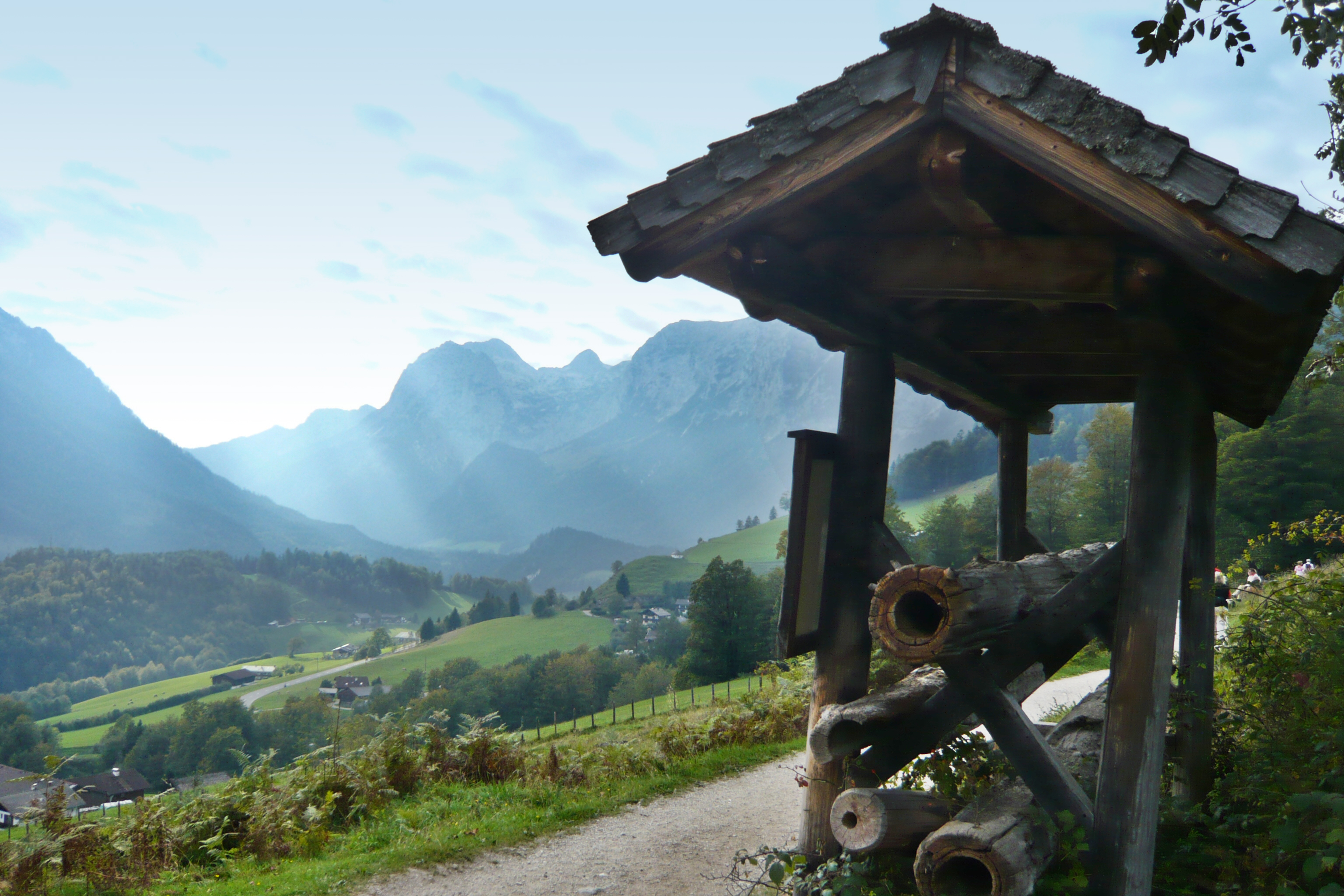
Originalröhren der ehemaligen Soleleitung
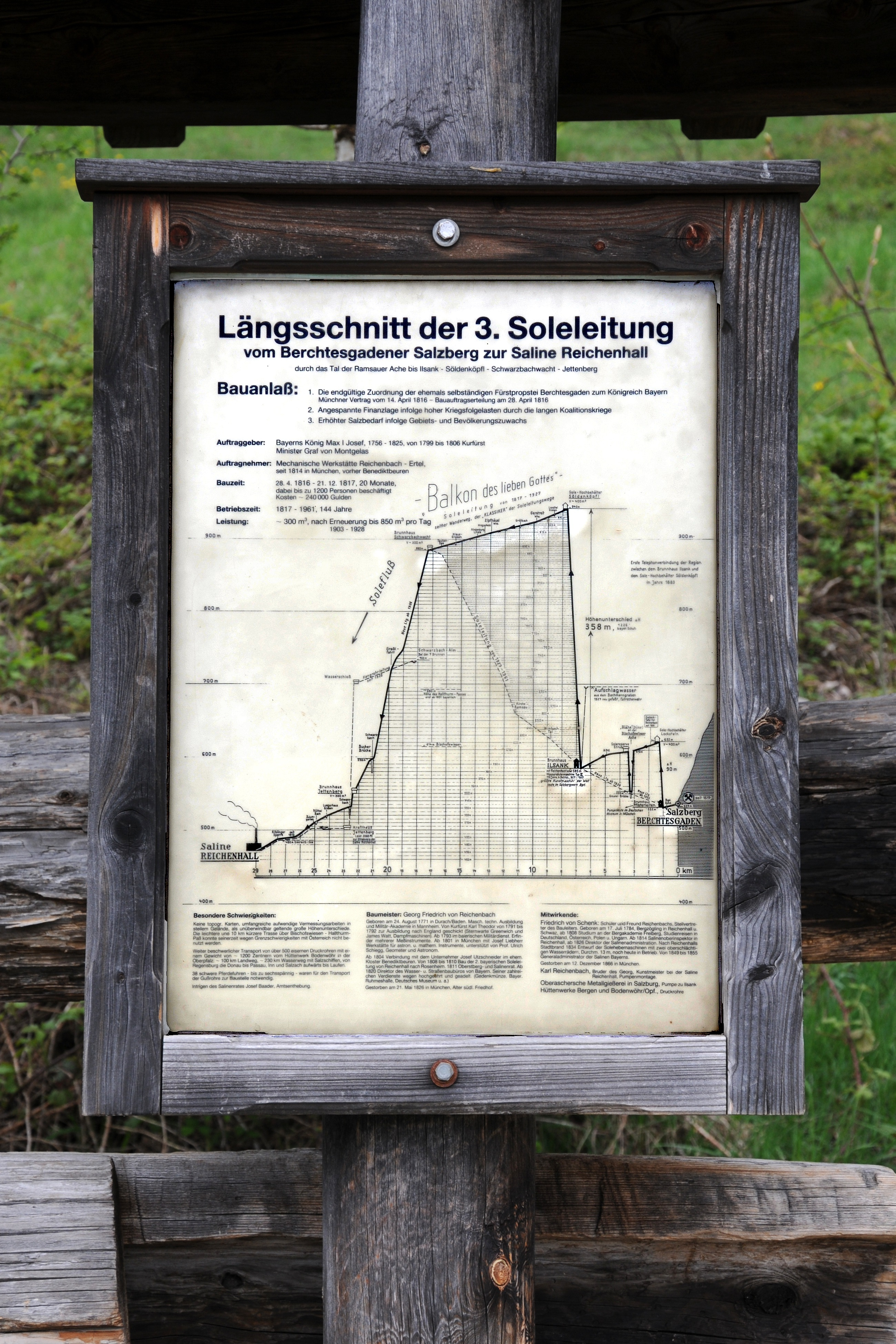
Schematischer Plan der 3. Soleleitung

### Berchtesgaden – Hallthurm – Reichenhall
Von 1960 bis 1961 wurde eine neue Soleleitung mit 18 km Länge über Hallthurm gebaut, die die alte Leitung über Ramsau ersetzt. Die Rohre bestehen aus Stahl und Gusseisen. Pro Tag fließen ca. 2000 m³ durch die Leitung. Sie ist bis heute in Betrieb.

### Sulza an der Ilm
In der sächsisch-altenburgischen Saline in Sulza an der Ilm führte der Oberaufseher Johann Agricola, gestützt auf eigene Beobachtungen im Salzkammergut, technische Verbesserungen ein, vor allem die Strohgradierung der Sole. Die gradierte Sole ließ er ab 1625 über eine Strecke von rund drei Kilometern durch eine Soleleitung ins neugegründete Unterneusulza an die Ilmmündung zur Versiedung führen, wo der angeflößte Brennstoff Holz angelandet wurde.

## Sonstiges
Neben den Pipelines gab es auch andere Verkehrswege für das Salz, so z. B.:
- Salzhandelswege zu Land: Pass Hirschbichl, Ramsau Salzstraße, Saaldorf-Surheim
- Salzhandelswege zu Wasser: Salzach, Laufen[11]